# 西托維奇
51°12′47″N 25°12′59″E / 51.21306°N 25.21639°E
西托維奇（烏克蘭語：Ситовичі），是烏克蘭的村落，位於該國西部沃倫州，由科韋利區負責管轄，始建於1635年，面積0.01平方公里，海拔高度165米，2001年人口332，人口密度每平方公里41,500人。